# 凱·卡農
凱·卡農（英語：Kay Cannon，1985年8月9日—）是美國電影和電視編劇和演員，曾以美國情景喜劇《超級製作人》獲得艾美獎提名的編劇和製片人的，及電影《歌喉讚》系列編劇工作。她也是美國電視劇《俏妞報到》的聯合執行製片和編劇。

## 電影作品
- 2012年《歌喉讚》 - 編劇
- 2015年《歌喉讚2》 - 編劇，監製，客串
- 2017年《歌喉讚3》 - 編劇
- 2018年《圍雞總動員》 - 導演
- 2021年《灰姑娘》 - 編劇，導演